# Чапаєвський сільський округ (Жаксинський район)
Чапа́євський сільський округ (каз. Чапаевское ауылдық округі, рос. Чапаевский сельский округ) — адміністративна одиниця у складі Жаксинського району Акмолинської області Казахстану. Адміністративний центр та єдиний населений пункт — село Чапаєвське.
Населення — 226 осіб (2021; 526 у 2009, 810 у 1999, 984 у 1989).
Станом на 1989 рік існувала Чапаєвська сільська рада (село Чапаєвське).